# Shakthi Vinayagavijayan
Shakthi Vinayagavijayan (* 28. Mai 2003 in Singapur) ist ein singapurischer Fußballspieler.

## Karriere
Shakthi Vinayagavijayan steht seit 2022 bei Albirex Niigata (Singapur) unter Vertrag. Der Verein ist ein Ableger des japanischen Zweitligisten Albirex Niigata, der in der ersten singapurischen Liga, der Singapore Premier League, spielt. Sein Erstligadebüt gab er am 15. Oktober 2022 (28. Spieltag) im Auswärtsspiel gegen die Tampines Rovers. Hier wurde er in der 79. Minute für Ilhan Fandi eingewechselt. Die Rovers gewannen das Spiel 5:3. Am Ende der Saison 2022 und 2023 feierte er mit Albirex die singapurische Meisterschaft.

## Erfolge
Albirex Niigata (Singapur)
- Singapurischer Meister: 2022, 2023